# Бен-Гвир, Итамар
Итама́р Бен-Гвир (ивр. איתמר בן-גביר‎; род. 6 мая 1976) — израильский адвокат, бывший министр национальной безопасности и лидер израильской крайне правой партии «Оцма Йехудит» (входящей в блок «Ха-Цийонут ха-Датит»). Известен защитой еврейских поселенцев в израильских судах и призывом к изгнанию из Израиля нелояльных арабских граждан.

## Биография и взгляды

### Ранние годы и радикализм
Итамар Бен-Гвир родился 6 мая 1976 года и вырос в Мевасерет-Ционе, пригороде Иерусалима. Его отец был курдско-еврейским иммигрантом из Ирака, который работал в бензиновой компании и занимался писательской деятельностью; мать — домохозяйкой. Его семья была светской, но в подростковом возрасте, во время Первой интифады, он стал религиозен и усвоил праворадикальные взгляды. Сначала он присоединился к правому молодёжному движению, связанному с Моледет, партией, которая выступала за выдворение арабов из Израиля, а затем присоединился к молодёжному движению ещё более радикальной партии Ках (позже — Кахане Хай), которая в 1994 г. была внесена в список террористических организаций и запрещена сначала в Израиле, а затем в Евросоюзе и США. Бен-Гвир был молодёжным координатором Каха. Когда в 18 лет он достиг совершеннолетия для призыва в ЦАХАЛ, он был освобождён от службы из-за своих связей с движением «Ках».
Бен-Гвир продолжал ассоциироваться с каханистским движением. В 1990-х годах он активно участвовал в акциях протеста против соглашений в Осло. В 1995 году, за несколько недель до убийства премьер-министра Ицхака Рабина, Бен-Гвир впервые попал в поле зрения общественности, когда он появился на телевидении, размахивая эмблемой «Кадиллак», сорванной с машины Рабина, и заявил: «Мы добрались до его машины, и мы до него тоже доберёмся».
Правый активизм Бен-Гвира неоднократно приводил к задержаниям и возбуждению дел против него. В интервью в ноябре 2015 года он утверждал, что ему были предъявлены обвинения 53 раза. В большинстве случаев обвинения были сняты, однако в 2007 году он был осуждён за подстрекательство к антиарабскому расизму и поддержку террористической организации. У него на стене висела фотография Баруха Гольдштейна, убившего 29 мусульман в Пещере Патриархов в 1994 году. В 2019 году Бен-Гвир выступал против проведения гей-парада в Иерусалиме.

### Переход к более умеренной позиции
25 февраля 2019 года Бен-Гвир заявил, что только те арабские граждане Израиля, которые нелояльны к государству, «должны быть высланы», подчёркивая, что больше не является сторонником депортации всех арабов. В 2020 году он снял со стены фотографию Гольдштейна. В октябре 2022 года он заявил: «члены общины ЛГБТ — это наши братья и сестры», подчеркнув, что, хотя и считает неуместными парады гордости, но не будет добиваться их запрета. В апреле 2023 года, в возрасте 46 лет, Бен-Гвир заявил перед Верховным судом о смягчении своих взглядов и признал ошибки своей молодости, добавив, что он больше не последователь идей раввина Кахане и не считает необходимой депортацию всех арабов, хотя по-прежнему придерживается правых взглядов.

### Угрозы и покушения на жизнь
Бен-Гвир часто получает угрозы убийством в связи со своей политической деятельностью.
24 мая 2022 года стало известно о предотвращении Шабаком совместно с полицией Иерусалима покушения на жизнь Бен-Гвира, планировавшегося вооружённой исламистской организацией ХАМАС. При этом была задержана ячейка террористов из Восточного Иерусалима, имевших сообщника в Хевроне.
4 апреля 2024 года Шабак сообщил о задержании ещё одной террористической ячейки, планировавшей покушение на Бен-Гвира с применением РПГ; из 11 её участников 7 оказались арабскими гражданами Израиля и 4 — гражданами частично признанного Государства Палестина.

## Политическая жизнь

### До 2023 года
С 2009 года Итамар Бен-Гвир был помощником депутата Михаэля Бен-Ари от фракции Ихуд Леуми в 18-м Кнессете.
В 2012 году, совместно с частью депутатов, ранее входивших в Ихуд Леуми, Бен-Гвир сформировал партию Оцма Йехудит, заявив, что это не будет «Ках» или его ответвление.
23 июля 2017 года он участвовал в акции протеста возле здания премьер-министра в Иерусалиме, в которой участвовали десятки людей. Протест был совместной акцией Лехавы и Оцма Йехудит.
На выборах 2021 года Бен-Гвир был впервые избран в Кнессет от избирательного списка Оцма Иехудит, получившего 1 место.
На выборах 2022 года его партия Оцма Иехудит получила в Кнессете 25-го созыва уже 6 мест в составе блока Ха-Цийонут ха-Датит, получившего в общей сложности 14 мест из 120.

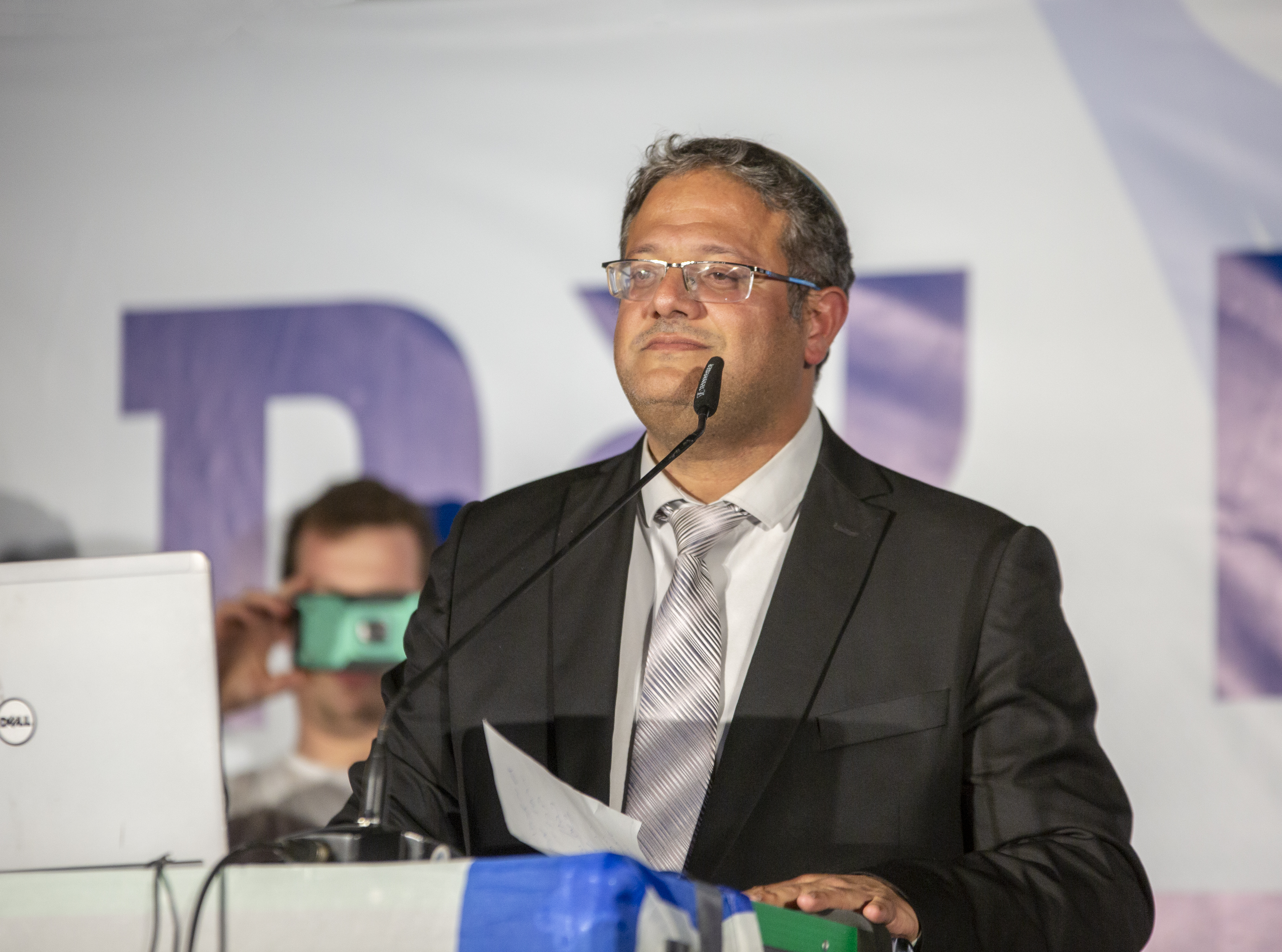
Итамар Бен-Гвир. Митинг на площади Габима

### В правительстве
По результатам коалиционных переговоров, с 1 января 2023 года возглавил в 37-м правительстве Израиля Министерство национальной безопасности.
В марте Бен-Гвир опубликовал предложение о создании нового органа безопасности, подчиненного его ведомству — Национальной гвардии, численностью в 2 тысячи человек. 7 июня начались работа комиссии по её формированию.
В качестве министра национальной безопасности, Бен-Гвир настаивал на применении смертной казни для террористов и принял меры для ухудшения условий содержания в тюрьмах заключённых террористов, имеющих преимущества перед обычными уголовными заключёнными. Это вызывало протест и голодовку со стороны заключённых террористов.
Бен-Гвир известен борьбой за ускорение и облегчение процесса получения гражданами Израиля разрешения на оружие. После вторжения ХАМАС в Израиль 7 октября 2023 года Бен-Гвир смягчил требования для получения лицензии на оружие гражданами Израиля, включая новых репатриантов. Налаживал внутреннюю безопасность, в рамках чего было создано 700 вооружённых отрядов местной самообороны, сформированных из добровольцев и подчинённых начальникам полиции на местах.

## Адвокатская деятельность
Бен-Гвир иногда сам защищал себя в судах. С его слов, судья Аарон Барак однажды сказал ему во время суда: «Господин Бен-Гвир, почему бы вам не пойти изучать юриспруденцию», после чего Бен-Гвир изучил право в академическом колледже Оно. По окончании его учёбы Израильская коллегия адвокатов заблокировала ему возможность сдать экзамен на основании его судимости. Бен-Гвир утверждал, что решение было политически мотивированным. После ряда апелляций это решение было отменено с условием, что Бен-Гвиру сначала придётся урегулировать три уголовных дела, по которым ему были предъявлены обвинения. После того, как Бен-Гвир был оправдан по всем трём делам, включая обвинения в проведении незаконных сборов и в причинении беспокойства государственному служащему, ему было разрешено сдать экзамен. Он сдал письменные и устные экзамены и получил лицензию на юридическую практику.
Как адвокат, Бен-Гвир представлял ряд праворадикальных еврейских активистов, подозреваемых в нападениях «таг мехир». Среди известных клиентов — двое подростков, обвинявшихся в поджоге в Думе. Газета «Гаарец» назвала Бен-Гвира «доверенным лицом для еврейских экстремистов, столкнувшихся с юридическими проблемами». Он выступал адвокатом Бенци Гопштейна и возглавляемой им крайне правой организации Лехава, которая борется с ассимиляцией евреев, агитируя против смешанных браков евреев с неевреями. Бен-Гвир также подавал в суд на Иерусалимский исламский совет (Вакф) за то, что они следили, чтобы он не молился на Храмовой горе, и сказали полиции больше не пускать туда его с сыном; Бен-Гвир выиграл дело, хотя денежной компенсации был в итоге лишён решением суда высшей инстанции.
Бен-Гвир говорит, что его работа в качестве адвоката крайне правых еврейских активистов мотивирована желанием помочь им, а не деньгами.
В январе 2025 года в знак протеста против Сделка с ХАМАСом (2025) ушел в отставку, а партия «Оцма Йехудит» вышла из правящей коалиции.

## Личная жизнь
Бен-Гвир женат на Аяле Нимроди, которая выросла в Иерусалиме и является дальней родственницей Офера Нимроди, бывшего владельца ежедневной газеты «Маарив». У пары пятеро детей, и они живут в Кирьят-Арбе.
26 апреля 2024 года Бен-Гвир получил незначительные травмы в результате автомобильной аварии в Рамле и был сразу отправлен в больницу.